# 新竹客運下公館站
捷乘客運下公館站，原名新竹客運下公館站，又稱下公館站，是捷乘客運向新竹客運租用設於新竹縣竹東鎮東寧路一段1號的場站，與竹東站的分類同為竹東地區。
旅客可搭乘各路線前往新竹市，以及新竹縣關西鎮、芎林鄉、橫山鄉、尖石鄉、五峰鄉、桃園市龍潭區、平鎮區、中壢區等地。

## 月台

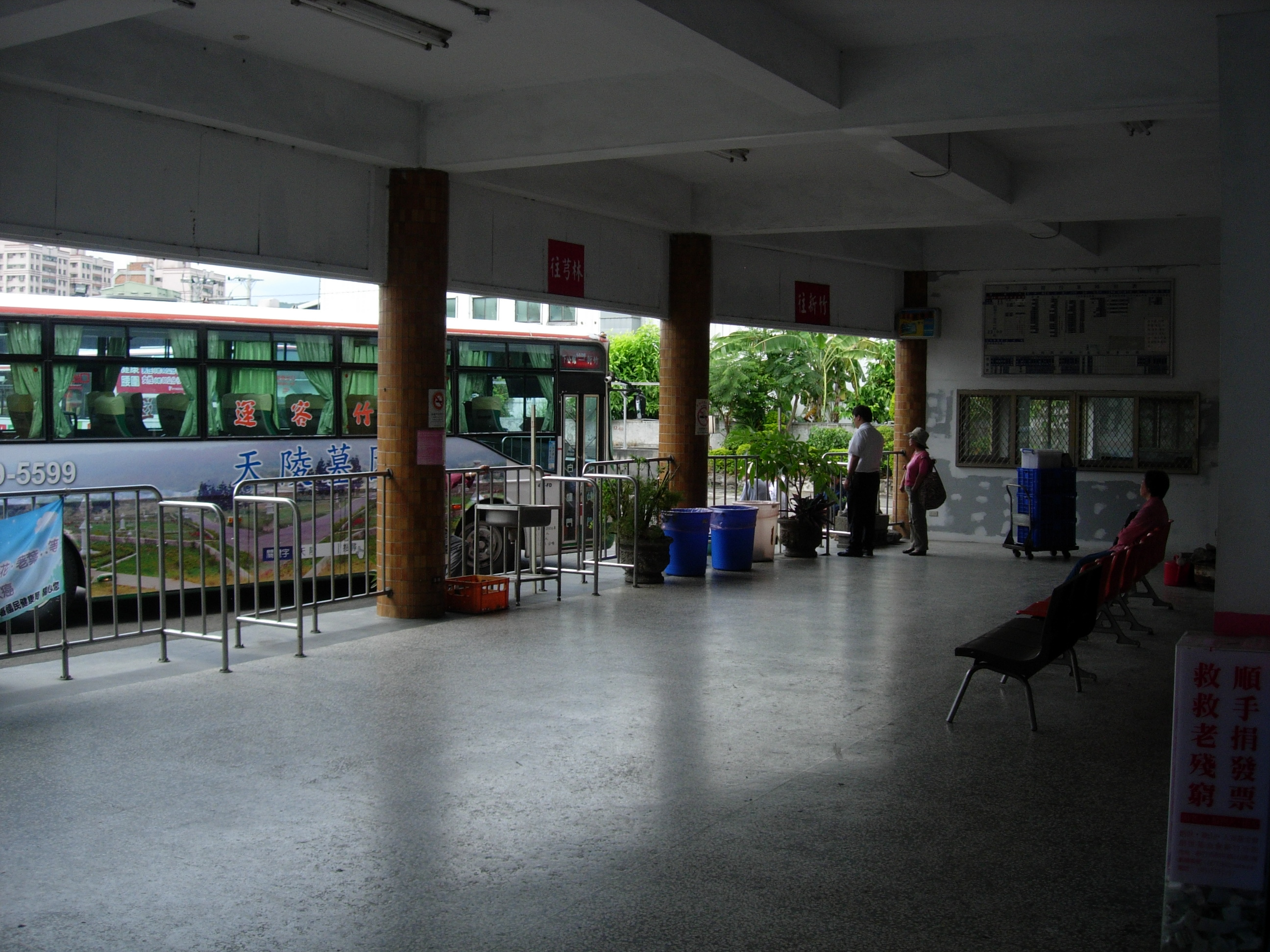
下公館站月台1

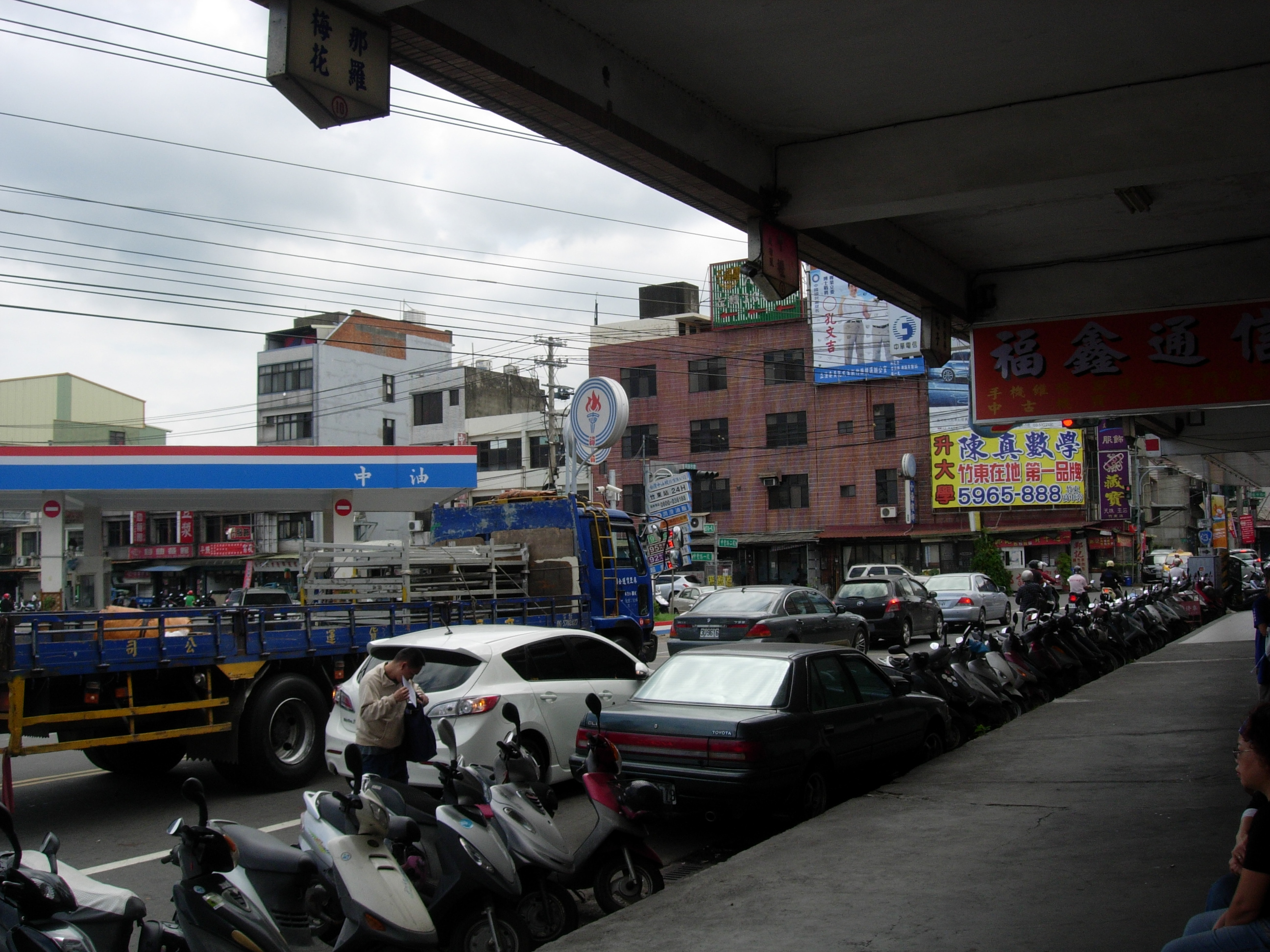
下公館站月台2

下公館站站內月台現有二個指示牌，東寧路上有三個指示牌，各指示牌分別如下：
- 下公館站內
  - 往新竹
  - 往芎林
- 東寧路側
  - ６.中壢　往龍潭（童話世界）　成功號
  - ８.矺子　頭份林
  - １０.梅花　那羅

## 行駛路線
- 公路客運

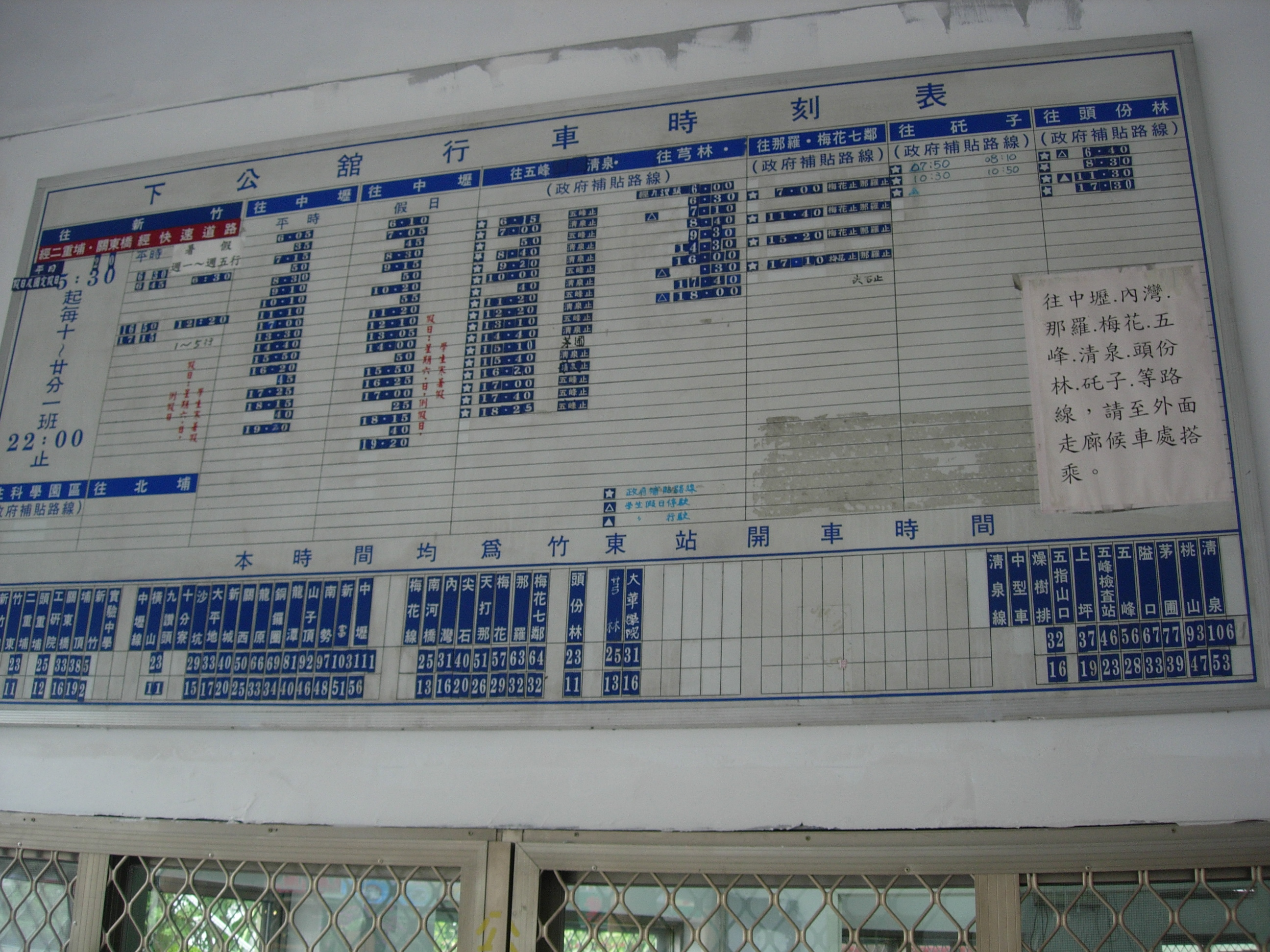
下公館站時刻表

  - 5608 新竹─下公館（經關東橋，2024年11月1日由捷乘客運代駛）
  - 5625 竹東─那羅（經橫山、內灣、尖石、梅花七鄰，2024年9月1日由捷乘客運接駛）
  - 5630 竹東─清泉（經五峰、花園，2024年9月1日由捷乘客運接駛）
  - 5634 竹東─中壢（經關西、龍潭、山子頂，2024年9月1日由捷乘客運接駛）
  - 5633A下公館－竹東－芎林－敏實科大（2024年11月1日由亦捷科際接駛）
  - 5635 竹東─頭份林（2024年11月1日由亦捷科際接駛）
  - 5634A 竹東─關西（2024年9月1日由捷乘客運接駛）
  - 5673下公館－竹東－快速路－新竹（2024年11月1日由捷乘客運代駛）
- 往新竹，由10至20分鐘間有一班車，其他路線皆有定時行駛

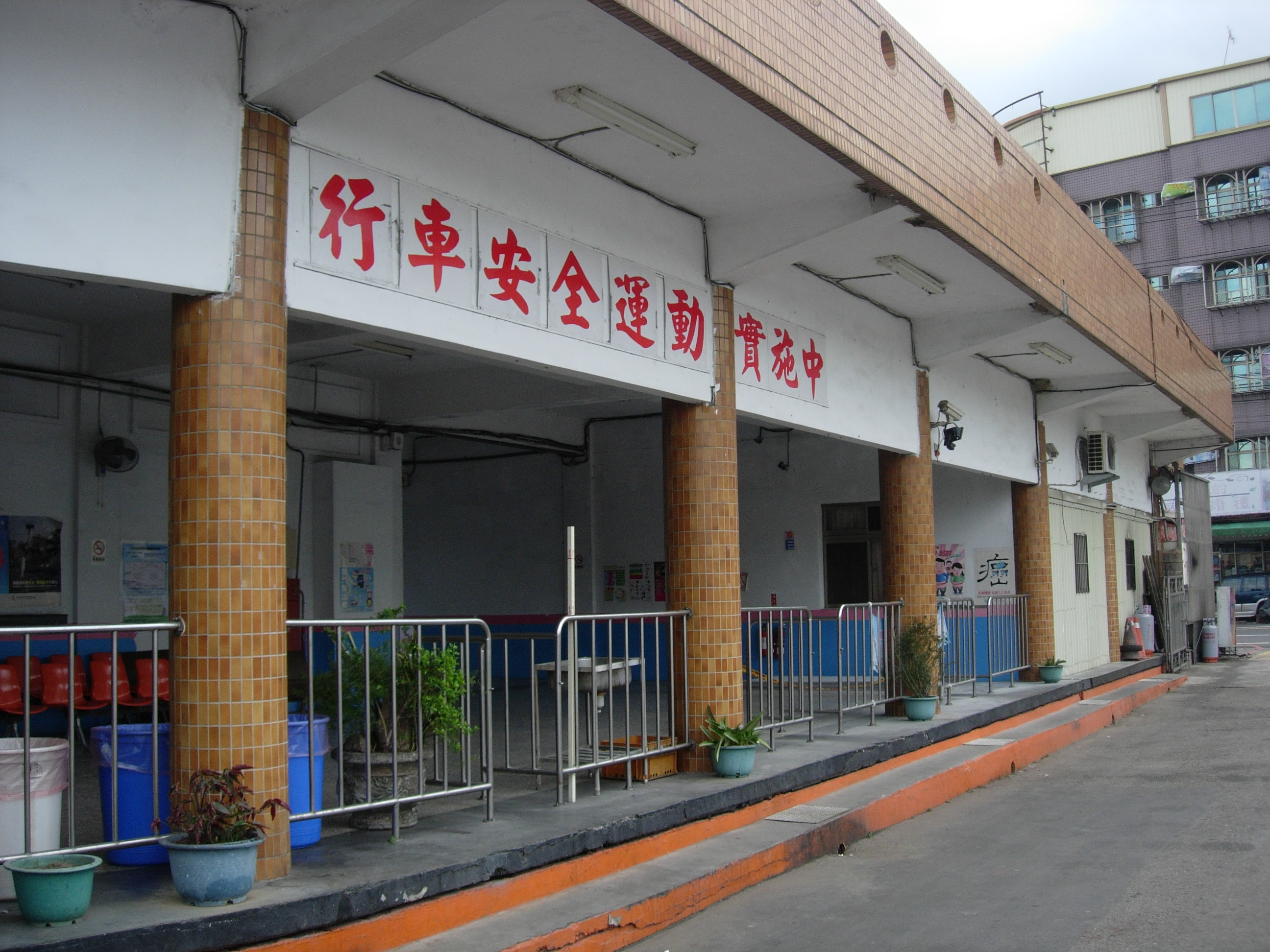
下公館站月台外觀

## 車站週邊
- 上館國小
- 竹東上館地區
- 國光客運竹東站
- 台泥竹東廠
- 中油竹東鑽探工程處
- 臺北榮民總醫院新竹分院
- 國立臺灣大學醫學院附設醫院新竹台大分院生醫醫院竹東院區

## 資料來源
1. ↑  下公館站地址 的存檔，存档日期2011-10-29.
2. ↑  下公館站時刻表 的存檔，存档日期2011-11-06.

## 外部來源
- 新竹客運公司 （页面存档备份，存于）